# 외계인들
"외계인들"는 2014년에 개봉한 대한민국의 영화이다.

## 캐스팅
- 김한규 : 달호 역
- 손병희 : 사냥꾼 역
- 김진희 : 카산드라 역
- 한기중 : 최면술사 에코 역
- 정이든 : 의문의 남자 역
- 유연 : 메두사 역
- 손현도 : 큰 아들 역
- 손필승 : 작은 아들 역
- 박종상 : 마부스 역
- 한유진 : 엄마 역